# Отеј (Ивлен)
Отеј (фр. Auteuil) насеље је и општина у северном делу централне Француске у региону Париски регион, у департману Ивлен која припада префектури Рамбује.
По подацима из 2011. године у општини је живело 869 становника, а густина насељености је износила 196,4 становника/km². Општина се простире на површини од 4,40 km². Налази се на средњој надморској висини од 130 метара (максималној 171 m, а минималној 82 m).

## Демографија
| 1962. | 1968. | 1975. | 1982. | 1990. | 1999. | 2011. |
| ----- | ----- | ----- | ----- | ----- | ----- | ----- |
| 324   | 297   | 422   | 536   | 692   | 864   | 869   |

График промене броја становника у току последњих година